# Förenade Svenska Tobaksfabriker

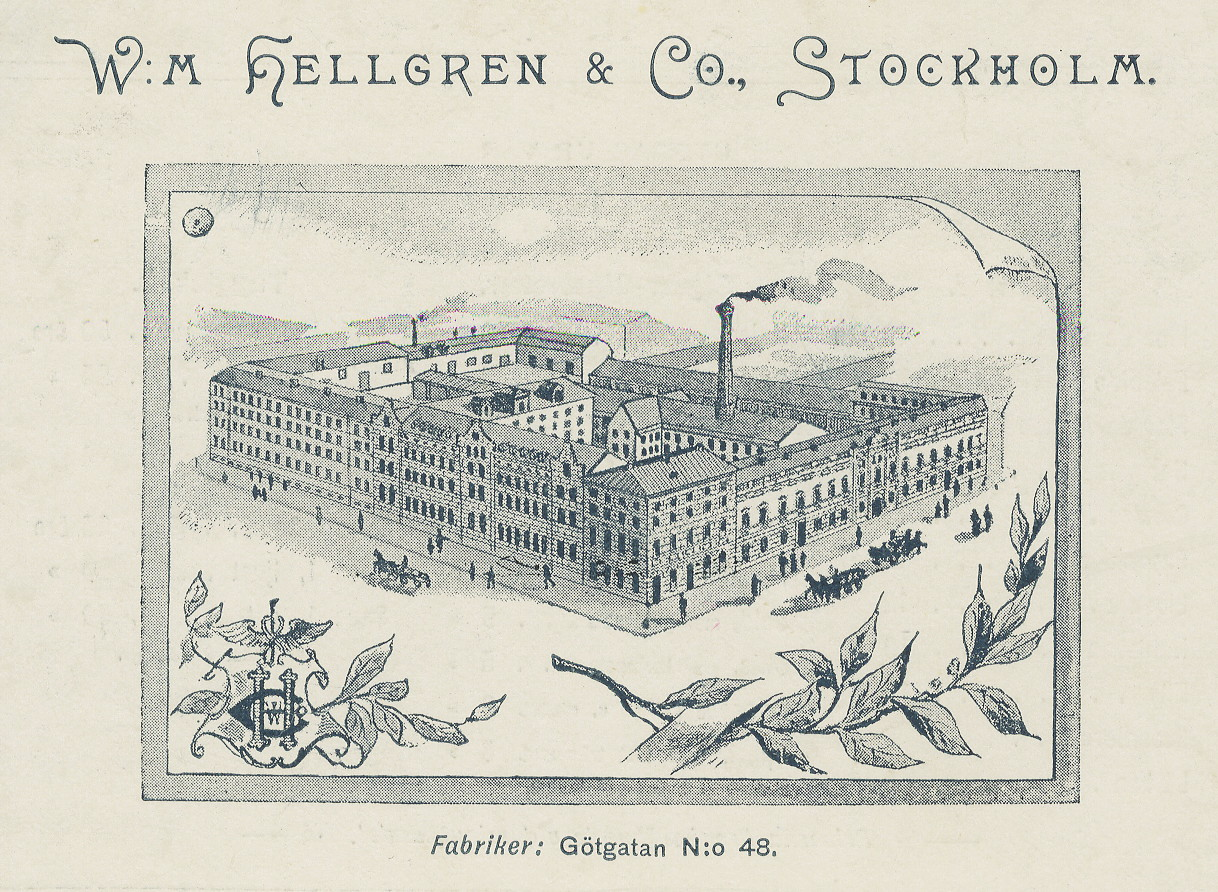
Wilhelm Hellgren & Co, Götgatan i Stockholm

AB Förenade Svenska Tobaksfabriker var ett svenskt tobaksföretag, som bildades som en trust 1912 genom en sammanslagning av ett stort antal svenska tobaksföretag. Syftet var att hindra införandet av ett statligt tobaksmonopol. Som verkställande direktör anställdes Theodor Jeansson från Carl Blomqvists Fabriks AB i Oskarshamn, vilken var en av de drivande bakom bildandet av företaget.

## Anslutna fabriker 1913
- A.T. Barkmans Snusfabrik AB, Stockholm
- Beeken & Westerlund, Stockholm
- Bergman & Gösling, Stockholm
- Brinck, Hafström & Co. Tobaksfabriks AB, Stockholm
- Fick & Co. Tobaks Fabrik AB, Stockholm
- AB Hamburger Cigarrfabrik Vilhelm Jonson, Stockholm
- Hellgrens & Co Tobaksfabrik AB, Stockholm
- Bror Mellgrens Cigarrfabrik AB, Stockholm
- Gustaf Nordström & Co., Stockholm
- Renard & Elbe AB, Stockholm
- AB Tobaksfabriken Skandinavien, Stockholm
- Stockholms Nya Tobaksfabrik, Stockholm
- Knut Wiberg, Stockholm
- AB Dahlgren & Westman, Jönköping
- AB Henrik Adrians Cigarrfabrik, Malmö
- Alliance & Skandia Cigarrfabriks AB, Landskrona
- Tobaksfabriken Industria - Oscar Almborg, Norrköping
- Richard Anderssons Cigarrfabrik AB, Norrköping
- J.L. Tiedemanns Tobaksfabrik, Charlottenberg
- C. Björkman Cigarr-, Snus och Tobaksfabrik, Norrköping
- Carl Blomqvists Fabriks AB, Oskarshamn
- AB A.T. Brattström, Karlstad
- P. Dahls Snusfabrik, Karlshamn
- Filipstads Tobaksfabriks AB, Filipstad
- Frisk & Co., Hudiksvall
- Helsingborgs Cigarr- & Tobaksfabriks AB, Helsingborg
- F.H. KockumsTobaksfabriks AB, Malmö
- Cigarr- & Cigarettfabrik Kronan, Göteborg
- Lampe & Co, Göteborg
- Lindström & Brattberg, Göteborg
- Lunds Cigarr- och Tobaksfabriks AB, Lund
- Malmö Cigarr- och Tobaksfabriks AB, Malmö
- AB Eric Mellgrens & Son, Göteborg
- Norrköpings Cigarr- & Tobaksfabrik AB, Norrköping
- Nås Tobaksfabriks AB, Falun
- Paul Olsén, Arvika
- Cigarrfabriken Phoenix, Göteborg
- Prytz & Wienckens Fabriks AB, Göteborg
- Rubens Tobaksfabriks AB, Karlskrona
- Eric Swarss Snusfabrik, Kalmar
- Tobaksfirman Petter Swartz, Norrköping
- AB Söderhamns Snus & Tobaksfabrik, Söderhamn
- Cigarr- & Tobaksfabriken Unionen, Malmö
- Ystads Tobaks Fabriks intressenters AB, Ystad

## Tobaksmonopolet
AB Svenska Tobaksmonopolet bildades 1915 efter riksdagsbeslut 1914 som tobaksmonopol. Bakgrunden var att staten var i behov av pengar för bland annat finansiering av den nya pensionskassan samt utbyggnad av svenska försvaret under första världskriget. Införandet av monopolet ledde till att samtliga svenska tobakstillverkare förstatligades. 